# جزیره کینگ ویلیام
جزیره کینگ ویلیام (به انگلیسی: King William Island) یک جزیره در کانادا است که در نوناووت واقع شده‌است.

## خصوصیات
جزیره کینگ ویلیام ۱٬۰۶۴ نفر جمعیت دارد و ۱۳۷ متر بالاتر از سطح دریا واقع شده‌است.